# Преображение Господне (Бер)
„Свето Преображение Господне“ (на гръцки: Μεταμόρφωση του Σωτήρος) е късносредновековна православна църква в южномакедонския град Бер (Верия), Егейска Македония, Гърция. Храмът е част от енория „Големи Свети Безсребреници“.

## История
Църквата е издигната в XVII век. В архитектурно отношение е трикорабна базилика с двускатен покрив. С годините е била обект на значителни промени, особено в западната част. В олтарното пространство има запазени фрески от времето на изграждането на църквата.